# Język liburnijski
Język liburnijski – wymarły język ligi paleobałkańskiej, używany w starożytnej krainie Liburnii, położonej na północno-wschodnim wybrzeżu Adriatyku, obecnie – Chorwacja. Nie zachowała się literatura liburnijska poza nielicznymi toponimami i nazwami własnymi. Używany był w I w. n.e. Należy do grupy kentum.